# Петухова, Ираида Георгиевна
Ираи́да Гео́ргиевна Петухо́ва (род. 5 июня 1926 — 2018) — советский и российский архитектор, проектировщик ряда объектов Московского и Ташкентского метрополитенов.

## Биография
Родилась пятого июня 1926 года в Москве. В 1951 году окончила Московское высшее художественно-промышленное училище (бывшее Строгановское), тогда же поступила на работу в Метропроект (впоследствии — Метрогипротранс). На пенсии с 1991 года.

## Проекты

### Московский метрополитен[1]
| Название станции           | Линия | Год запуска | Соавторы                         |
| -------------------------- | ----- | ----------- | -------------------------------- |
| Академическая              | @6    | 1962        | Ю. Колесникова, А. Фокина        |
| Войковская                 | @2    | 1964        | А. Фокина                        |
| Китай-город (вестибюли)    | @6 @7 | 1970        | И. Таранов                       |
| Тургеневская               | @6    | 1971        | Ю. Вдовин, И. Таранов            |
| Тушинская                  | @7    | 1975        | В. Качуринец                     |
| Площадь Ильича (вестибюль) | @8    | 1979        |                                  |
| Шаболовская                | @6    | 1980        | В. Качуринец                     |
| Тульская                   | @9    | 1983        | В. Качуринец, Н. Шумаков         |
| Нагатинская (вестибюль)    | @9    | 1983        | Л. Павлов, Л. Гончар, Н. Шумаков |
| Красногвардейская          | @2    | 1985        | Н. Шумаков, соавтор Н. Шурыгина  |

### Ташкентский метрополитен
«Чиланза́р» (1977), соавторы А. Ф. Стрелков и В. Качуринец.